# Nico Bogue
Nico Bogue est un  arrangeur et compositeur. Guitariste de formation il devient vite multi instrumentiste.
Il a  sorti en 2003 et 2005, deux albums avec Thomas Winter sous le nom  Thomas Winter et Bogue.  
Il a collaboré notamment  aux albums de DJ Mehdi,  DSL, Svinkels, Sébastien Tellier, Benjamin Diamond,  Mr. Flash et Télépopmusik.
Depuis 5 ans il compose aussi des musiques de films.

## Discographie

### Albums deThomas Winter et Bogue
- 2003 : Thomas Winter et Bogue
- 2005 : Sur la colline

### Collaborations
- 1999 : Tapis rouge Svinkels
- 2001 : Love can damage your health Télépopmusik
- 2003 : J.A.Y.M. DSL
- 2003 : Satyred love Rob
- 2003 : Bons pour l'asile  Svinkels
- 2004 : Politics Sébastien Tellier
- 2004 : Re- ragalet Sébastien Martel
- 2005 : Des friandises pour ta bouche de Kourtrajmé & DJ Mehdi
- 2006 : Lucky Boy DJ Mehdi
- 2007 : À la recherche de l'amour perdu Melissa Mars
- 2008 : Little
- 2008 : Ed Rec Vol. 3
- 2008 : Dirty Centre Svinkels
- 2008 : Cruise Control Benjamin Diamond
- 2008 : Pocket Piano DJ Mehdi
- 2009 : Skywriter datA
- 2010 :  "Crookers"  Hip Hop Changed Busy P Remix
- 2010 :    Blood, Sweat & Tears "Mr flash"
- 2010 :    Le triomphe de l'amour  Areski Belkacem
- 2010 :   Belle Épine B.O   Rob
- 2011 :    Regarde moi   Zaza Fournier
- 2011 :     White Man On The Moon Carte Blanche
- 2011 :    Jacno Future  Je vous salue Marie   Brigitte Fontaine
- 2011 :    Franky Knight Émilie Simon
- 2012 : À l'eau de Javel   Anaïs Croze
- 2012 : Radiostars B.O
- 2012 : By Your Side  Breakbot
- 2012 : My God Is Blue Sébastien Tellier
- 2012 : Populaire (film) B.O
- 2013 : Still Busy  Busy P
- 2014 : Mue  Émilie Simon
- 2014 : Sonic Crusader "Mr flash"
- 2015 : Le départ  Zaza Fournier
- 2016 : Still waters Breakbot
- 2016 : Discipline Club Cheval
- 2022 : rechute svinkels
- 2022 : Reborn Kavinsky
- 2024 : Triptyque (Balade Astrale) MC Solaar

## Filmographie
- 2004 : À boire  de  Marion Vernoux, composition
- 2008 : Rien dans les poches   de  Marion Vernoux, composition et acteur
- 2009 : L'amour, c'est la honte de Bruno Bontzolakis, composition
- 2018 : cabeza madre de Edouard Salier, composition
- 2019 : Mortel (série télévisée) NETFLIX composition
- 2025 : Soleil noir (série télévisée) NETFLIX composition